# Famille d'Anjou (Provence)
Pour les articles homonymes, voir Maison d'Anjou-Sicile.
La famille d'Anjou est une famille subsistante de la noblesse française originaire de Pertuis en Provence, qui a pour auteur René Danjou ou d'Anjou († vers 1500), bailli royal pour la ville de Pertuis. Elle est maintenue noble en 1702 et 1718.
Éteinte en Provence à la fin du XVIIIe siècle pour une branche, elle continua en Normandie à la même époque, à travers une branche qui subsiste au XXIe siècle.

## Origine et Histoire
Malgré l'homonymie, cette famille a une origine tout à fait différente de la maison capétienne d'Anjou et n'a aucun rapport avec le roi René d'Anjou (1409-1480), comte de Provence.
La famille d'Anjou a pour premier auteur René Danjou ou d'Anjou,, néophyte qui appartenait à la communauté juive d'Avignon, venu s'installer à Pertuis. Il est repéré et parrainé en avril 1466 alors qu'il a entre 26 et 30 ans, par le roi René d'Anjou.
Lors de sa conversion, il a l'honneur d'avoir pour parrain le roi René d'Anjou (d'où son nom prestigieux) (l'emprunt fait aux parrains chrétiens de leurs noms patronymiques était en effet de règle), qui encourageait les conversions et comblait de faveurs les néophytes.
Son parrainage par le roi René est attesté par une quittance du 23 avril 1466 par laquelle noble René d’Anjou se reconnaît débiteur des juifs Bonjues Passapayre, de Pertuis, et Astrug Abraham, médecin de Saint-Maximin, d’une somme de 650 florins prêtée à Avignon en 1460.
"nobilis Renatus de Anjou, neophitus de Avinione habitator Pertusii, filiolus serenissimi domini nostri regis Renati, asserens sub juramento per eum ad Sancta Dei Evangelia prestito esse maiorem annorum XXV minorem vero triginta..." .
L’identité de René d’Anjou, avant sa conversion, demeure obscure, il serait un fils d’Astruc Nathan chirurgien à Pertuis,.
Le roi René le nomma avant 1468 bailli royal de la ville Pertuis, il sera nommé ensuite nommé avant 1500 dans la même fonction pour la ville de Saint-Rémy-de-Provence. Il épousa à Pertuis par contrat du 28 décembre 1475 Anne Barbany. Il figure avec la qualification d'écuyer dans des contrats d'acquisition en 1470 et 1471,.
Son fils, Jacques d'Anjou, qualifié noble, épousa le 18 juin 1526 Catherine de Vaugier et fut le père d'Antoine d'Anjou qui épousa en 1580 Diane d'Orgon et en 1607 Isabeau d'Amoureux,.
Il fut le père de Sébastien d'Anjou, né du premier mariage marié en 1608 à Lucrèce de Roux et de Melchior d'Anjou, né en 1608, marié en 1628 à Marie de Laurens, qui furent les auteurs de deux branches maintenues dans leur noblesse, le 27 juillet 1702 et le 9 août 1718, après avoir justifié leur descendance de René Danjou, bailli royal de Pertuis, qui reçut un hommage le 3 novembre 1468,.

### Branche restée en Provence (éteinte)
La branche cadette, restée en Provence s'éteignit avec Charles-Melchior d'Anjou, né en 1738, officier de marine, chevalier de l'Ordre de Saint Louis, marié à Marseille en 1770 à Renée Martin (fille de noble Barthélemy Martin et de dame Angélique Renée Levasseur) et avec leur fils, Charles, né le 20 juin 1771, mort jeune.

### Branche fixée en Normandie (subsistante)
La branche ainée continua en Normandie au XVIIIe siècle.
Nicolas d'Anjou (1695-1750) officier du régiment de Vendôme, Infanterie vint s'établir à Rouen, où il épousa le premier août 1725, Catherine le Devé. Il fut le père de Pierre-André d'Anjou (1729-1799) écuyer, résident à Yerville, ancien officier d'Infanterie au régiment de Treinel, marié à Marie-Rose Turgis, de laquelle il eut Jacques-André- Dominique d'Anjou
Jacques-André-Dominique d'Anjou (1752-1835), résident à Grèges, marié le 25 février 1781 avec Marie Anne Rose Scholastique de Fouquesolles, fille de Jean Baptiste, seigneur de Fouquesolles et Marie Rose de Blancbaston (cette dernière issue de la famille Blancbaston, dont une branche devenue seigneurs de Grèges se fondit dans la famille de Fouquesolles). Son épouse apporta  dans la famille d'Anjou le château de Grèges, il fut le premier maire de Grèges de 1796 à 1835. Son petit fils Henri (1845-1916) fut aussi maire de Grèges.
Sa descendance subsiste en Normandie : Gustave Chaix d'Est-Ange écrit en 1921 au sujet de cette branche : « elle subsistait assez obscurément dans le département de la Seine-Inférieure... ». Les auteurs du  Dictionnaire de la noblesse française  indiquent la famille d'Anjou comme subsistante en 1975. Arnaud Clement dans son travail La noblesse française indique qu'il subsiste de nos jours une postérité d’Hippolyte d'Anjou (1806-1876), marié à Henriette Bodin .

## Personnalités
- René Danjou ou d'Anjou (né vers 1435-† vers 1500), bailli royal de Pertuis. Ce fut en cette qualité qu'il reçut l'hommage et le serment de fidélité d'Honoré Meissonnier, seigneur de Beaumont, par un acte, du 3 novembre 1468, passé devant Aubette, notaire de Pertuis[10]. Il sera ensuite bailli de Saint-Rémy[1].
- Charles-Melchior d'Anjou (né en 1738), officier de marine, chevalier de l'Ordre de Saint Louis[1].

## Armes
D'azur, à une colombe d'argent prenant son essor et tenant dans son bec une branche d'olivier de sinople, et accompagnée de trois étoiles d'argent, deux en chef et une en pointe.

## Alliances
Les principales alliances de cette famille sont : Barbany (1475), Vaugier (1526), d'Orgon (1580) Amoureux (1607), de Roux (1608), de Laurens (1628), d'André (1642), de Ripert (1647), de Venture (1688), de Gouiran (1695), de Bessière (1730), de Martelly (1670), de Savignon (1737), Martin (1770),, Le Dévé (1725), Turgis (1750), de Fouquesolles (1781), d'Avannes (1801), Derick (1804), Bodin (1844), de Saint-Ouen d'Ernemont (1879), Le Boucher (1876), Dupin des Vastines (1908), Lethiais (1911), Delafosse (1914), Jouby (1900), Bazire (1910), Dagnet (1924)